# Mælifellssandur
Le Mælifellssandur est une région inhabitée du Sud de l'Islande située entre le Mýrdalsjökull au sud et le Torfajökull au nord. Elle est traversée par la route F210, aussi appelée Fjallabaksleið syðri. Il s'agit d'une région désertique dépourvue de végétation et parcourue par de nombreux cours d'eau. Au centre du désert se trouve la Mælifell, petite montagne emblématique de la région. Le Mælifellssandur est traversé par la route F210.

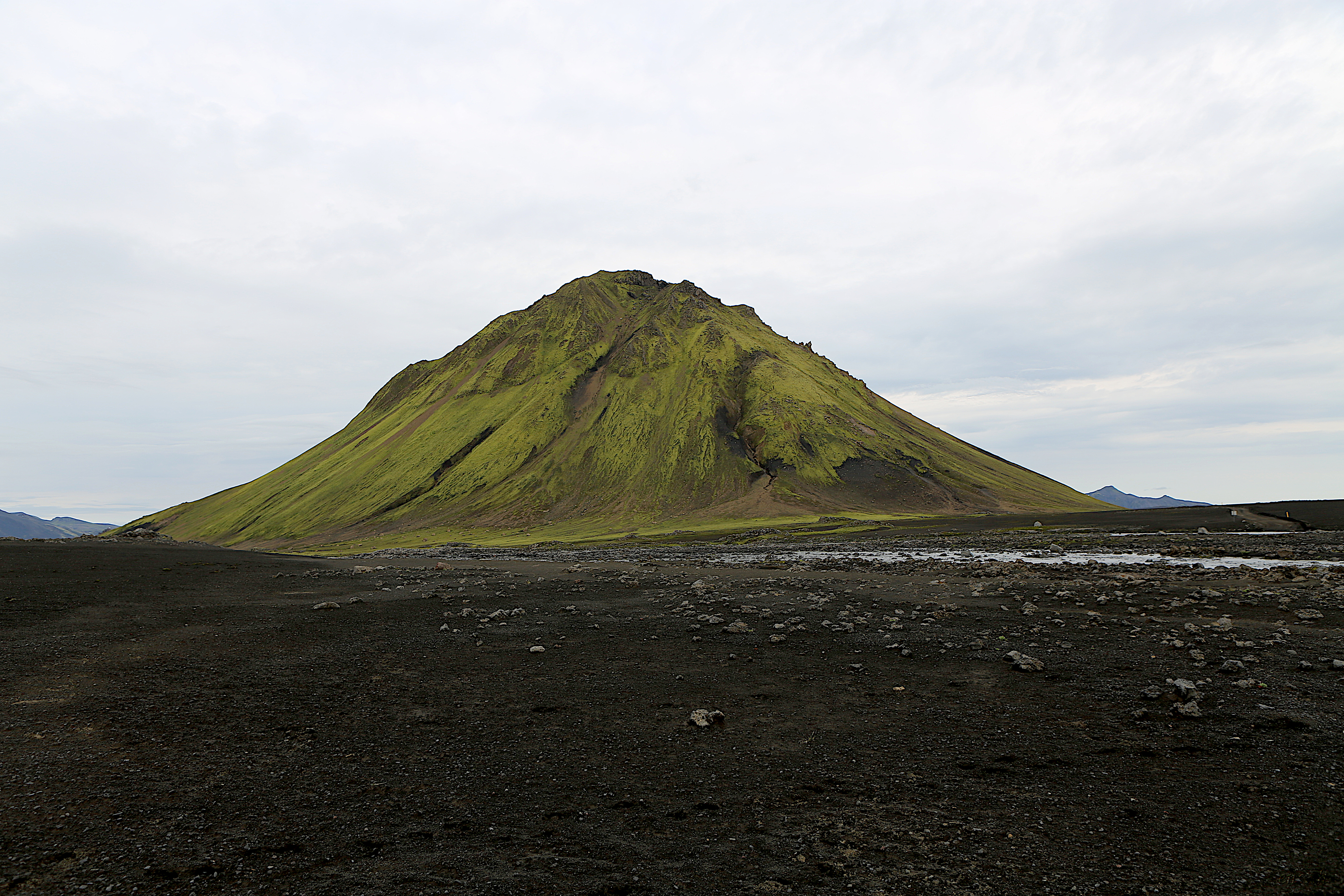
Vue de la Mælifell dans le Mælifellssandur.